# Rivista Geografica Italiana
La Rivista Geografica Italiana è un periodico trimestrale che accoglie pubblicazioni scientifiche, recensioni e rubriche informative. È l'organo ufficiale della Società di studi geografici, grazie al contributo finanziario del Consiglio Nazionale delle Ricerche.
La Rivista è stata inserita dal 2013 nel repertorio Scopus della Elsevier; è inoltre rivista di classe A in Geografia secondo la classificazione dell'Agenzia nazionale di valutazione del sistema universitario e della ricerca (Anvur) in Italia, ed è l'unica rivista italiana di geografia umana inclusa nel repertorio delle riviste scientifiche adottato dal CNRS in Francia.
Sorto a Firenze nel 1893, il periodico divenne ben presto l'organo della Società di studi Geografici e Coloniali (fondata a Firenze nel 1895). La Rivista, che in un primo periodo diede ampio spazio nelle sue pagine a problematiche di tipo coloniale, ha ampliato nel tempo le tematiche di interesse geografico trattate (compresa la geografia storica, la storia della geografia ed i problemi dell'insegnamento), arrivando a formare un volume che superava spesso le 600 pagine annue. Alla fine degli anni Quaranta, venne riconosciuta quale unica pubblicazione periodica rappresentativa del Comitato per la Geografia e Geologia e Mineralogia del CNR.
Si annoverano, nel lungo arco di tempo d'attività della prestigiosa Rivista, numerose pubblicazioni speciali (numeri monografici, atti di convegni).
La Rivista esce quattro volte all'anno (marzo, giugno, settembre, dicembre). I contenuti della Rivista sono composti da articoli, da note e discussioni, da recensioni, da un notiziario e, recentemente, dalla rubrica dottorandi. Per garantire un'elevata qualità ai suoi contenuti la Rivista Geografica Italiana ha perfezionato il processo di controllo scientifico tradizionalmente in uso adottando, a partire dal 2007, un procedimento di revisione paritaria plasmato sulle direttive ISI.